# Ołudza
Ołudza – wieś w Polsce, położona w województwie śląskim, w powiecie zawierciańskim, w gminie Szczekociny.
| SIMC    | Nazwa           | Rodzaj    |
| ------- | --------------- | --------- |
| 0146318 | Folwark         | część wsi |
| 0146324 | Na Pańskim Polu | część wsi |
| 0146330 | Podrajec        | część wsi |
| 0146347 | Podtrzciniec    | część wsi |
| 0146353 | Stara Wieś      | część wsi |
| 0146360 | Zaolszynie      | część wsi |

W latach 1975–1998 miejscowość położona była w województwie częstochowskim.
Miejscowość była wzmiankowana w formach Vill(am) … Oluzam (1198), Holuza (1257), Oludza oraz Holudza (1470-80), Ołudza (1629). Etymologia nazwy jest niejasna.